# Gótico florido
Gótico florido es un término utilizado en la historiografía del arte para un periodo del arte gótico caracterizado por su decoración exuberante; pero su definición concreta no es equivalente en todas las fuentes, y se utiliza de forma equívoca.
Como estilo artístico se adecuaba particularmente al llamado "otoño de la Edad Media" (término historiográfico acuñado por Johan Huizinga -1919- para los siglos XIV y XV), al caracterizarse por su amor por el lujo y el refinamiento, y el flujo constante de soluciones y patrones que no se limita a la arquitectura, sino que fluye entre distintas formas artísticas: pintura, miniaturas, joyas, tapices, tejidos, muebles, etc.
Lo más habitual es hacerlo corresponder de forma equivalente a la época del gótico tardío, identificado o no con el gótico flamígero o con alguna de las variedades locales del gótico; como el "gótico decorado" inglés (la segunda fase del gótico inglés, caracterizada por el uso de la tracería y la riqueza decorativa), con el gótico veneciano, o con la transición del gótico español al plateresco o protorrenacimiento español (hispano-flamenco, gótico isabelino, etc.).

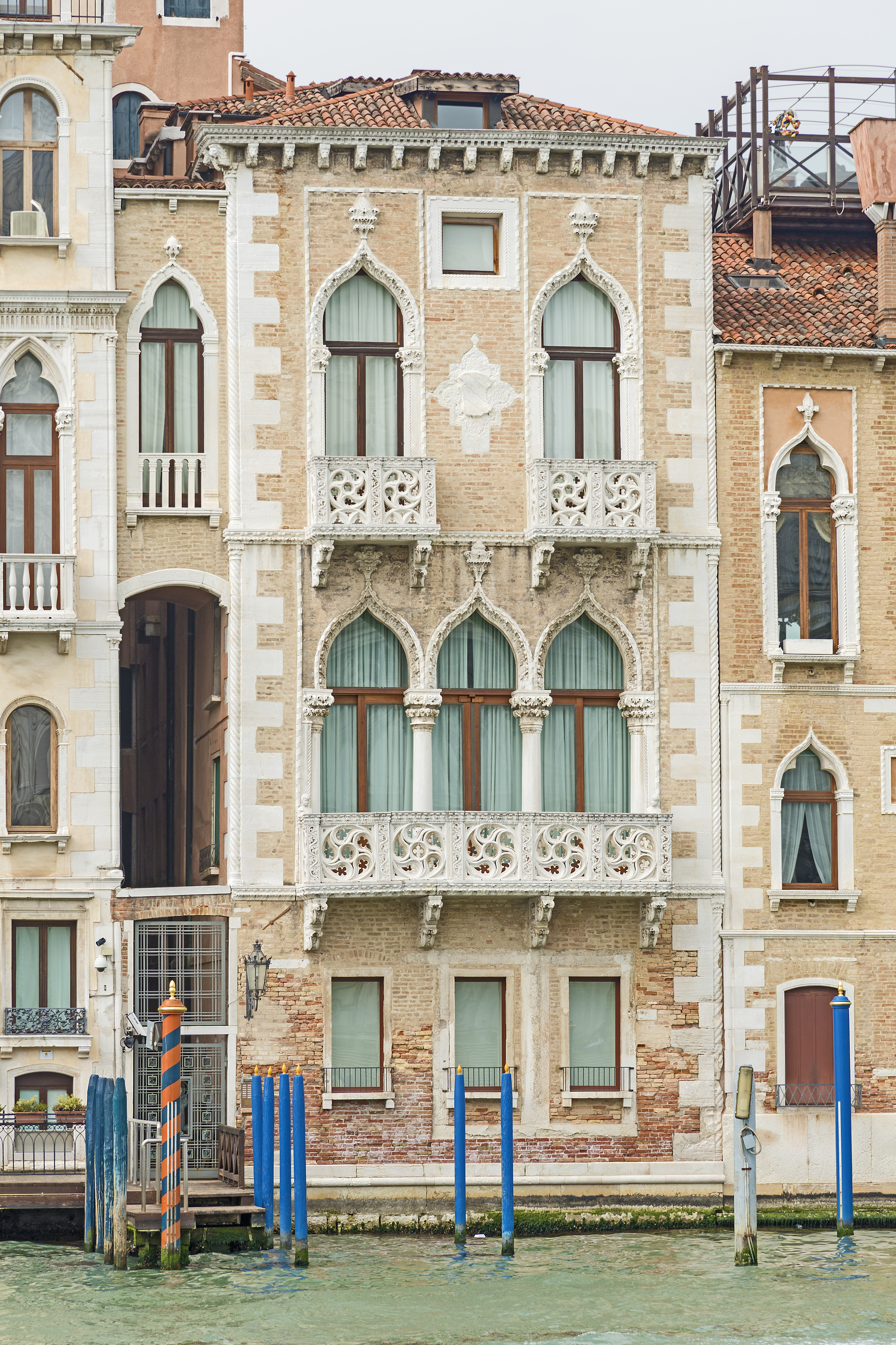
Palazzetto Contarini-Fasan o Casa di Desdemona (Venecia, siglo XV).
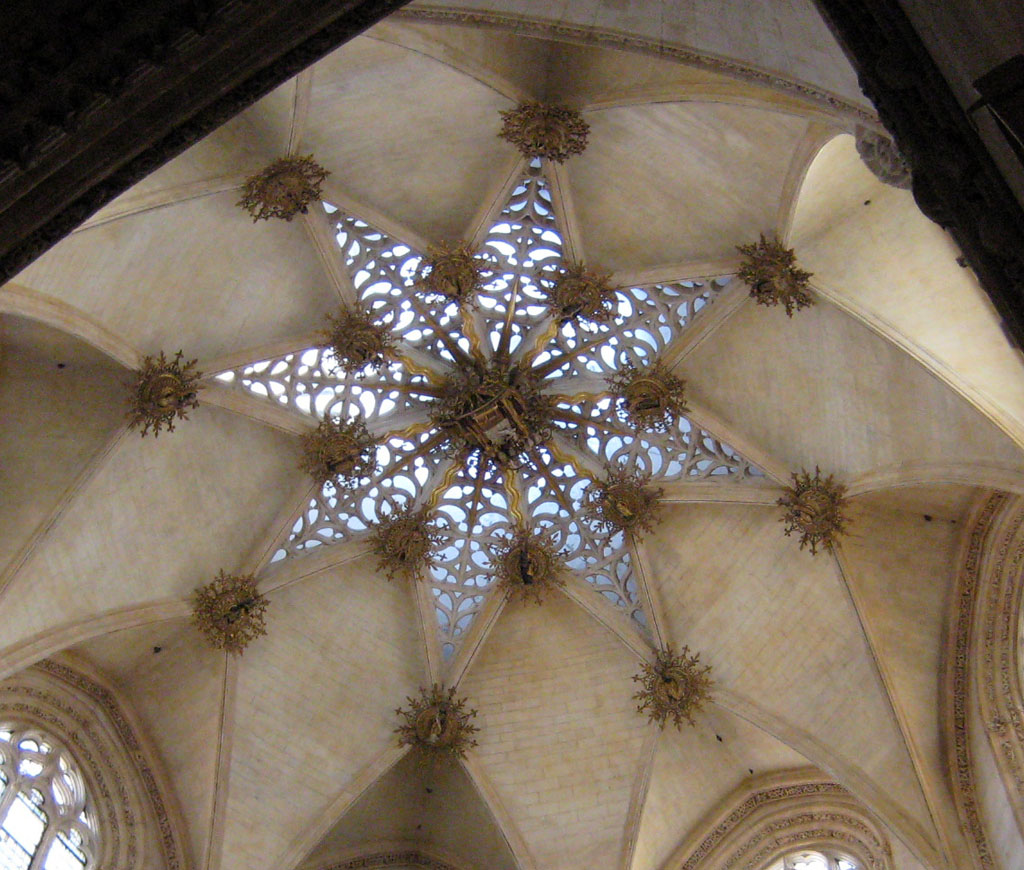
Capilla del Condestable de la catedral de Burgos (siglo XV).
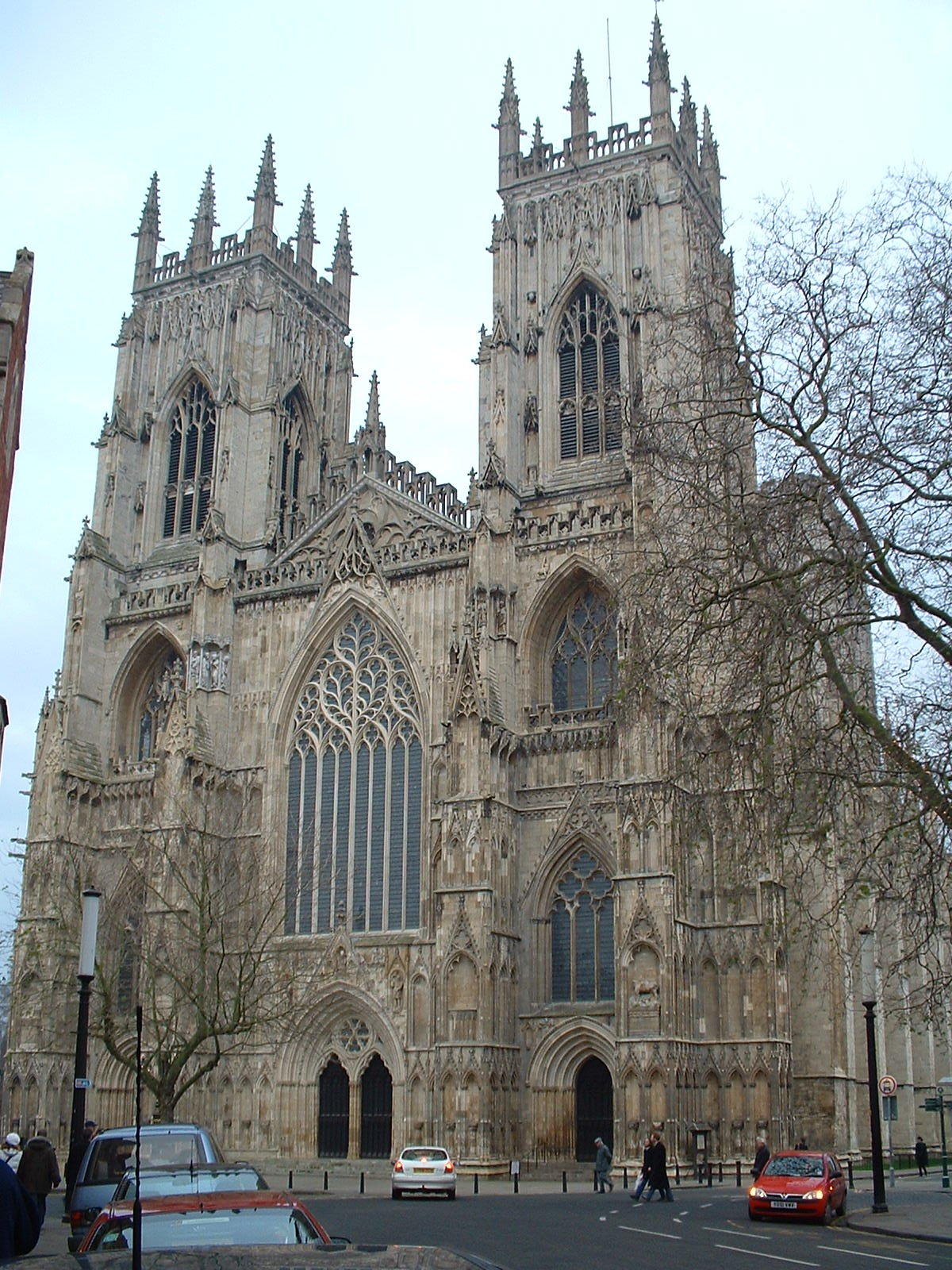
Fachada oeste de la catedral de York.